# Nargiza Kuchkarova
Nargiza Kuchkarova (* 27. Februar 1999) ist eine usbekische Leichtathletin, die sich auf den Speerwurf spezialisiert hat.

## Sportliche Laufbahn
Erste internationale Erfahrungen sammelte Nargiza Kuchkarova vermutlich im Jahr 2022, als sie bei den Islamic Solidarity Games in Konya mit einer Weite von 56,08 m die Bronzemedaille hinter den Türkinnen Esra Türkmen und Eda Tuğsuz gewann. 2025 belegte sie dann bei den Asienmeisterschaften in Gumi mit 53,29 m den achten Platz.
In den Jahren 2017, 2021 und 2024 wurde Kuchkarova usbekische Meisterin im Speerwurf.